# Jawad Akadar
Jawad Akadar (en arabe : جواد أقدار) est un footballeur international marocain né le 9 septembre 1984 à Khouribga et mort d'une crise cardiaque le 20 octobre 2012 après le match de son club contre le KAC de Kénitra. Il évoluait au poste d'attaquant au Hassania d'Agadir et été international marocain en 2003 pour les qualifications de la CAN 2004.
| Caps | Date       | Match               | Lieu   | Score | Compétition    | Marqué |
| 1    | 06/07/2003 | Guinée Equa - Maroc | Malabo | 0 - 1 | Elim. CAN 2004 | 1      |
| ---- | ---------- | ------------------- | ------ | ----- | -------------- | ------ |

## Biographie

### Club
Son club formateur est l'Olympique de Khouribga avec lequel il joue de 2003 jusqu'à 2006 et remporte le Championnat du Maroc en 2007 et la Coupe du Trône en 2006, ensuite il s'en va en Arabie saoudite pour jouer avec le Al Ahly Djeddah, il retourne à l'Olympique de Khouribga 6 mois après son départ, ensuite il rejoint les FAR de Rabat avec lequel il fut champion du Maroc en 2008 et remporte la Coupe du Trône en 2008 et 2009. Après sa magnifique expérience au FAR de Rabat qui fut la période la plus réussit de sa carrière il rejoint le Moghreb de Tetouan qu'il quitte en 2010. En 2010, il rejoint Al-Ahly Tripoli en Libye avec laquelle il joue pendant 6 mois et quitte le club pour retourner en Arabie saoudite au Al-Ra'ed Saudi Club et retourne au FAR de Rabat pour une seule saison qu'il quitte en 2012 pour rejoindre son dernier club de sa carrière le Hassania d'Agadir où il meurt lors du match de Championnat du Maroc contre le KAC de Kénitra.

## Carrière
- 2003 - 2006 :  OC Khouribga  Maroc
- 2006 - 2006 :  Al Ahly Djeddah  Arabie saoudite
- 2006 - 2007 :  OC Khouribga  Maroc
- 2007 - 2009 :  FAR de Rabat  Maroc
- 2009 - 2010 :  Moghreb de Tétouan  Maroc
- 2010 - 2011 :  Al-Ahly Tripoli  Libye
- 2011 - 2012 :  Al-Raed FC  Arabie saoudite
- 2011 - 2012 :  FAR de Rabat  Maroc
- 2012 - 2012 :  Hassania Agadir  Maroc[2]

## Palmarès
Olympique de Khouribga
- Championnat du Maroc
  - Champion en 2007
- Coupe du Trône
  - Vainqueur en 2006

 FAR de Rabat
- Championnat du Maroc
  - Champion en 2008
- Coupe du Trône
  - Vainqueur en 2008 et 2009